# Азовська вулиця (Київ)
Азо́вська ву́лиця — вулиця в Солом'янському районі міста Києва, місцевості Олександрівська слобідка, Пронівщина.
Пролягає від Кишинівської вулиці до Дачної вулиці.

## Історія
Вулиця виникла на початку 1950-х років під назвою 477-ма Нова. Сучасна назва — з 1953 року.

## Особливості
Вулиця має форму літери «Г».